# Carlos Paro
Carlos Eduardo Ramadan Paro (5 de junio de 1979) es un jinete brasileño que compite en la modalidad de concurso completo. Ganó cinco medallas en los Juegos Panamericanos entre los años 2007 y 2023.

## Palmarés internacional
| Juegos Panamericanos | Juegos Panamericanos    | Juegos Panamericanos | Juegos Panamericanos |
| Año                  | Lugar                   | Medalla              | Categoría            |
| -------------------- | ----------------------- | -------------------- | -------------------- |
| 2007                 | Río de Janeiro (Brasil) | Medalla de bronce    | Por equipos          |
| 2015                 | Toronto (Canadá)        | Medalla de plata     | Por equipos          |
| 2019                 | Lima (Perú)             | Medalla de plata     | Por equipos          |
| 2019                 | Lima (Perú)             | Medalla de bronce    | Individual           |
| 2023                 | Santiago (Chile)        | Medalla de bronce    | Por equipos          |